# Wielka przeprawa
Wielka przeprawa (fr. La Grande Traversée) – dwudziesty drugi tom o przygodach Gala Asteriksa. Jego autorami są René Goscinny (scenariusz) i Albert Uderzo (rysunki).
Komiks po raz pierwszy wydano w 1975 r. Pierwsze polskie tłumaczenie (autorstwa Jolanty Sztuczyńskiej) pochodzi z 1995 r.

## Fabuła
Panoramiks potrzebuje świeżych ryb do produkcji napoju magicznego. Ponieważ jednak Ahigieniks sprowadza ryby aż z Lutecji, a na najbliższą dostawę przyjdzie poczekać, Asterix i Obelix wypływają w morze na połów.
Burza sprawia, że Galowie tracą Armorykę z oczu i nie mogą zawrócić z powodu silnego wiatru. Ostatecznie udaje im się dotrzeć do lądu, który początkowo uznają za swoją ojczyznę. Napotkawszy jednak „gulgule”, niedźwiedzie i „Rzymian” o pomalowanych twarzach, zaczynają rozumieć, że trafili do nowego świata.